# Astragalus cottonianus
Astragalus cottonianus es una especie de planta del género Astragalus, de la familia de las leguminosas, orden Fabales.
Fue descrita científicamente por Aitch. & Baker.